# Simón Andreu
Simón Andreu Trobat (Sa Pobla, 1º gennaio 1941) è un attore spagnolo.

## Biografia
Inizia la sua carriera cinematografica nei primi anni 1960, e recita in svariate serie televisive spagnole. A partire dagli anni novanta prende parte, sebbene in piccoli ruoli, a film di fama mondiale come La morte può attendere, Il cammino per Santiago, Che pasticcio, Bridget Jones!.
È sposato dal 1971 con Maria Nieves Salgado.

## Filmografia parziale

### Cinema
- Siempre es domingo, regia di Fernando Palacios (1961)
- Cuidado con las personas formales, regia di Agustín Navarro (1961)
- Historia de una noche, regia di Luis Saslavsky (1962)
- Rocío de La Mancha, regia di Luis Lucia (1963)
- El buen amor, regia di Francisco Regueiro (1963)
- La finestra della morte (Constance aux enfers), regia di François Villiers (1964)
- Concerto per un assassino (La mort d'un tueur), regia di Robert Hossein (1964)
- Una historia de amor, regia di Jorge Grau (1967)
- Io non perdono... uccido (Fedra West), regia di Joaquín Luis Romero Marchent (1968)
- Gallos de pelea, regia di Rafael Moreno Alba (1969)
- La furia dei giganti (Golpe de mano (Explosión)), regia di José Antonio de la Loma (1970)
- Le foto proibite di una signora per bene, regia di Luciano Ercoli (1970)
- Crystalbrain - L'uomo dal cervello di cristallo (Trasplante de un cerebro), regia di Juan Logar (1970)
- Nel buio del terrore (Historia de una traición), regia di José Antonio Nieves Conde (1971)
- La casa de los Martínez, regia di Agustín Navarro (1971)
- Españolas en París, regia di Roberto Bodegas (1971)
- Las ibéricas F.C., regia di Pedro Masó (1971)
- La morte cammina con i tacchi alti, regia di Luciano Ercoli (1971)
- E continuavano a fregarsi il milione di dollari (El hombre de Río Malo), regia di Eugenio Martín (1971)
- Los días de Cabirio, regia di Fernando Merino (1971)
- La casa de las Chivas, regia di León Klimovsky (1972)
- Un abito da sposa macchiato di sangue (La novia ensangrentada), regia di Vicente Aranda (1972)
- La morte accarezza a mezzanotte, regia di Luciano Ercoli (1972)
- Passi di danza su una lama di rasoio, regia di Maurizio Pradeaux (1973)
- La ragazza di Via Condotti, regia di Germán Lorente (1973)
- Il complotto (Le complot), regia di René Gainville (1973)
- Campa carogna... la taglia cresce, regia di Giuseppe Rosati (1973)
- Los inmorales, regia di Alfonso Balcázar (1974)
- Le mele marce (Open Season), regia di Peter Collinson (1974)
- Separación matrimonial, regia di Angelino Fons (1974)
- La noche de los brujos, regia di Amando de Ossorio (1974)
- Giochi d'amore proibiti (Juego de amor prohibido), regia di Eloy de la Iglesia (1975)
- Children of Rage, regia di Arthur Allan Seidelman (1975)
- Atraco en la jungla, regia di Gordon Hessler (1976)
- la signora ha fatto il pieno (Es pecado... pero me gusta) Juan Bosch (1977)
- Il ponte (El puente), regia di Juan Antonio Bardem (1977)
- Nel mirino del giaguaro (Jaguar Lives!), regia di Ernest Pintoff (1979)
- La moglie dell'amico è sempre più buona (Los locos vecinos del 2º), regia di Juan Bosch (1980)
- Habibi, amor mio, regia di Luis Gomez Valdivieso (1981)
- Semilla de muerte, regia di Jaime Bayarri (1981)
- La mujer del ministro, regia di Eloy de la Iglesia (1981)
- L'amore e il sangue (Flesh+Blood), regia di Paul Verhoeven (1985)
- Il viaggio in nessun luogo (El viaje a ninguna parte), regia di Fernando Fernán Gómez (1987)
- Fist Fighter, regia di Frank Zuniga (1988)
- Una moglie di troppo (Shooting Elizabeth), regia di Baz Taylor (1992)
- Cuestión de suerte, regia di Rafael Moleón (1996)
- Tu nombre envenena mis sueños, regia di Pilar Miró (1996)
- 99.9, regia di Agustí Villaronga (1997)
- Gaston's War, regia di Robbe De Hert (1997)
- La vuelta de El Coyote, regia di Mario Camus (1998)
- La morte può attendere (Die Another Day), regia di Lee Tamahori (2002)
- Intrigo a Barcellona (Art Heist), regia di Bryan Goeres (2004)
- Occhi di cristallo, regia di Eros Puglielli (2004)
- Che pasticcio, Bridget Jones! (Bridget Jones: The Edge of Reason), regia di Beeban Kidron (2004)
- L'ultimo inquisitore (Goya's Ghosts), regia di Miloš Forman (2006)
- Savage Grace, regia di Tom Kalin (2007)
- Le cronache di Narnia - Il principe Caspian (The Chronicles of Narnia: Prince Caspian), regia di Andrew Adamson (2008)
- Little Ashes, regia di Paul Morrison (2008)
- I Come with the Rain, regia di Tran Anh Hung (2009)
- Il cammino per Santiago (The Way), regia di Emilio Estevez (2010)
- La fredda luce del giorno (The Cold Light of Day), regia di Mabrouk El Mechri (2012)
- Wild Oats, regia di Andy Tennant (2016)
- The Infiltrator, regia di Brad Furman (2016)
- Loca Olivia, regia di Mariu Bárcena (2018)
- Come ti ammazzo il bodyguard 2 (Hitman's Wife's Bodyguard), regia di Patrick Hughes (2021)

### Televisione
- El C.I.D. – serie TV, 19 episodi (1990-1992)
- All in the Game – miniserie TV, 6 episodi (1993)
- Terranova – serie TV, 4 episodi (1994)
- El grupo – serie TV, 7 episodi (2000-2001)
- Mi teniente – serie TV, 5 episodi (2001)
- Paso adelante – serie TV, 4 episodi (2002-2003)
- Amare per sempre (Amar en tiempos revueltos) – serial TV, 138 episodi (2006-2007)
- Le ragazze del centralino (Las chicas del cable) – serie TV, 6 episodi (2017)
- MAGI Tensho Keno Shonen Shisetsu – serie TV, 10 episodi (2019)

## Doppiatori italiani
- Gianni Bonagura in Crystalbrain - L'uomo dal cervello di cristallo